# Homokszentgyörgy, Somogy
Homokszentgyörgy  este un sat în districtul Barcs, județul Somogy, Ungaria, având o populație de 1.157 de locuitori (2011). 

## Demografie
Componența etnică a satului Homokszentgyörgy
     Maghiari (95,26%)
     Romi (3,25%)
     Germani (1,12%)
     Necunoscut (0,37%)
     Alții (0,37%)
Componența confesională a satului Homokszentgyörgy
     Fără religie (9,16%)
     Reformați (6,31%)
     Necunoscută (84,27%)
     Atei (0,26%)
     Alte religii (0,43%)
Conform recensământului din 2011, satul Homokszentgyörgy avea 1.157 de locuitori. Din punct de vedere etnic, majoritatea locuitorilor (95,26%) erau maghiari, existând și minorități de romi (3,25%) și germani (1,12%). Apartenența etnică nu este cunoscută în cazul a 0,37% din locuitori. Nu există o religie majoritară, locuitorii fiind persoane fără religie (9,16%) și reformați (6,31%). Pentru 84,27% din locuitori nu este cunoscută apartenența confesională.